# Выемчатая эмаль
Выемчатая эмаль (фр. émail champlevé — «эмаль вскопанного поля», или «выемчатой площадки») — техника декорирования изделий из металла, как правило меди или бронзы, цветной эмалью.

## Техника
Техника заключается в вырезании на металле специальным резцом, долотом, или штихелем, углублений, которые затем заполняются эмалевым порошком с плавнями. После обжига эмаль прочно сцепляется с металлической основой. Изделие полируют и на его блестящей поверхности образуется цветной рисунок. Техника углублений позволяла предотвратить растекание эмали во время обжига. Для выемчатой эмали чаще использовали мягкую медь с последующей позолотой. Золото и серебро гравировали реже из-за экономии дорогого материала.
От техники выемчатой эмали следует отличать технику перегородчатой эмали, получившей во Франции наименование клуазонне (фр. cloisonné — разделённый перегородками, от cloison — перегородка, перемычка), при которой углубления создаются путем припаивания плоских металлических полосок к поверхности предмета.

## В романском и готическом искусстве
Технику «шанлеве» использовали кельтские мастера в Галлии и Британии, но неясно была ли она заимствована в Востока или открыта кельтами самостоятельно. Архаичные приёмы с использованием стеклянной пасты практиковали франки времени правления Каролингов (751—987). Эта техника достигла расцвета в западноевропейском декоративно-прикладном искусстве эпохи Средневековья, в особенности в произведениях маасской школы (в долине Мааса и Рейна) и мастерских Лиможа в центральной Франции в XII—XIII веках.
В связи с шероховатостью дна углублений романская техника «шанлеве» позволяла использовать только опаковые (непрозрачные) эмали. В готическом искусстве проблема шероховатости была решена, что позволило использовать более прозрачные эмали. Эта усовершенствованная техника, впечатляюще применённая при создании кубка Святой Агнессы (XIV век), получила название basse-taille (техника малых углублений). В дальнейшем архаичная и трудоёмкая выемчатая эмаль постепенно вытеснялась техниками перегородчатой и расписной эмали.

## В археологии Восточной Европы
В археологии Восточной Европы раннесредневековые выемчатые эмали считаются маркером славянского присутствия, так как они часто приурочены к памятникам раннеславянской киевской культуры (Хлепча, Новые Безрадичи, Бортничи, Козаровичи). Самые ранние образцы, датированные II и III веками нашей эры, обнаружены на позднезарубинецких поселениях.
Ареал распространения охватывает территорию от Прибалтики, верховьев Волги и Оки до Северного Кавказа. Наиболее интенсивно сосредоточение в Среднем Поднепровье — в районе Киева и Канева, на Левобережье. Эмали особенно богато представлены в таких кладах, как брянский, межигорский, жукинский и борзнянский.
Среди украшений — разнообразные ажурные фибулы, фигурные цепочки, подвески. Они отливались из бронзы, имели выемки геометрических форм, которые заполнялись красной, зелёной, жёлтой и белой толченой стеклянной массой, нагревались, чтобы стеклянный порошок растаял и покрыл выемку равномерным слоем эмали. Вместе с выемчатыми эмалями иногда находят массивные проволочные браслеты и шейные гривны, жестяные подвески, венчики, покрытые чеканным орнаментом.
- Деталь конской упряжи. Ок. 50 г. до н. э. Британия. Музей археологии и этнологии, Кембридж, Великобритания
- Патера, или Стаффордширская чаша. II в. Культура кельтов. Археологическое собрание, Стаффордшир, Англия
- Дарохранительница мастера Альпе. 1180—1200. Медь, выемчатая эмаль, золочение, стеклянные кабошоны. Лувр, Париж
- Дарохранительница мастера Альпе. Деталь
- Христос на троне. Деталь реликвария. Выемчатая эмаль на позолоченной меди. Между 1185 и 1195. Лимож, Франция. Лувр, Париж
- Триптих из аббатства Ставло, Льеж, Валлония. 1156. Золото, эмаль, инкрустация. Библиотека и музей Моргана, Нью-Йорк, США